# 贝氏辉亭鸟
，是雀形目园丁鸟科的一种鸟类。
贝氏辉亭鸟体重约176.46克，翼长约135.5毫米，嘴峰长约29.1毫米，喙宽度约8毫米，喙厚度约9.2毫米，跗蹠长约41.5毫米，尾长约89.1毫米。贝氏辉亭鸟在其分布区内为留鸟，其栖息在密集的高大树木组成的森林中，食性为杂食性，主要食物来源是水果。
贝氏辉亭鸟分布于新几内亚东北部阿德尔伯特山脉的湿润山地森林。该物种是单型物种，没有亚种分化。